# إدوارد تي. بيرك
إدوارد تي. بيرك هو محامي وقاضي وسياسي أمريكي، ولد في 5 نوفمبر 1870، وتوفي في 25 ديسمبر 1935.